# グレッグ・ゴルソン
グレッグ・ジョゼフ・ゴルソン（Gregory Joseph Golson, 1985年9月17日 - ）は、アメリカ合衆国テキサス州オースティン出身のプロ野球選手（外野手）。右投右打。フリーエージェント(FA)。

## 経歴
高校時代はリッキー・ヘンダーソンと比較される程の俊足で注目を集めていた。2004年にドラフト1巡目(全体21位)でフィラデルフィア・フィリーズに入団。
2006年には133試合で160三振、2007年には136試合で170三振を喫する一方で、2年連続で二桁本塁打と30盗塁を記録。
2008年9月3日のワシントン・ナショナルズ戦でメジャーデビュー。同年11月20日にジョン・メイベリー・ジュニアとのトレードでテキサス・レンジャーズへ移籍した。
2009年はシーズンのほぼ全てを3Aで過ごし、レンジャーズでは1試合1打席のみの出場に留まった。
2010年1月26日にDFAとなり、マイナー選手1人＋金銭とのトレードでニューヨーク・ヤンキースに移籍した。同年9月14日のタンパベイ・レイズ戦では、9回裏一死二塁から右飛で三塁を狙ったカール・クロフォードを矢のような送球で刺し、勝利に貢献した。
2011年12月8日にFAとなった。12月13日にカンザスシティ・ロイヤルズとマイナー契約を結んだ。
2012年3月25日にロイヤルズとメジャー契約を結んだ。
2013年1月30日にロッキーズとマイナー契約で再契約した。7月18日にFAとなった。7月30日にアトランタ・ブレーブスとマイナー契約を結んだ。オフの11月5日にFAとなった。
2014年1月13日にミルウォーキー・ブルワーズとマイナー契約を結んだ。3月25日にFAとなった。4月3日に独立リーグであるアトランティックリーグのランカスター・バーンストーマーズと契約を結んだ。
2015年はメキシカンリーグのベラクルス・レッドイーグルスと契約。5月26日にラモン・ラミレスとのトレードでキンタナロー・タイガースに移籍。
2016年2月24日にFAとなった。3月18日にアトランティックリーグのニューブリテン・ビーズと契約。
2017年3月28日にメキシカンリーグのキンタナロー・タイガースと契約した。5月5日にFAとなった。5月26日にサマセット・ペイトリオッツと契約。
2018年3月9日にアメリカン・アソシエーションのウィチタ・ウィングナッツと契約するが、3月28日にトレードでテキサス・エアホッグスに移籍。
2019年5月27日にアトランティックリーグのランカスター・バーンストーマーズと契約。

## 詳細情報

### 年度別打撃成績
| 年 度     | 球 団     | 試 合 | 打 席 | 打 数 | 得 点 | 安 打 | 二 塁 打 | 三 塁 打 | 本 塁 打 | 塁 打 | 打 点 | 盗 塁 | 盗 塁 死 | 犠 打 | 犠 飛 | 四 球 | 敬 遠 | 死 球 | 三 振 | 併 殺 打 | 打 率 | 出 塁 率 | 長 打 率 | O P S |
| --------- | --------- | ----- | ----- | ----- | ----- | ----- | -------- | -------- | -------- | ----- | ----- | ----- | -------- | ----- | ----- | ----- | ----- | ----- | ----- | -------- | ----- | -------- | -------- | ----- |
| 2008      | PHI       | 6     | 6     | 6     | 2     | 0     | 0        | 0        | 0        | 0     | 0     | 1     | 0        | 0     | 0     | 0     | 0     | 0     | 4     | 0        | .000  | .000     | .000     | .000  |
| 2009      | TEX       | 1     | 1     | 1     | 0     | 0     | 0        | 0        | 0        | 0     | 0     | 0     | 0        | 0     | 0     | 0     | 0     | 0     | 1     | 0        | .000  | .000     | .000     | .000  |
| 2010      | NYY       | 24    | 23    | 23    | 3     | 6     | 2        | 0        | 0        | 8     | 2     | 0     | 2        | 0     | 0     | 0     | 0     | 0     | 3     | 0        | .261  | .261     | .348     | .609  |
| 2011      | NYY       | 9     | 12    | 11    | 1     | 2     | 0        | 0        | 0        | 2     | 0     | 1     | 0        | 0     | 0     | 1     | 0     | 0     | 2     | 0        | .182  | .250     | .182     | .432  |
| 通算：4年 | 通算：4年 | 40    | 42    | 41    | 6     | 8     | 2        | 0        | 0        | 10    | 2     | 2     | 2        | 0     | 0     | 1     | 0     | 0     | 10    | 0        | .195  | .214     | .244     | .458  |

- 2011年度シーズン終了時